# Niklas Dams
Niklas Dams (Düsseldorf, Renania del Norte-Westfalia, Alemania, 28 de mayo de 1990) es un futbolista alemán que juega como defensa en el Borussia Dortmund II de la 3. Liga de Alemania.

## Trayectoria

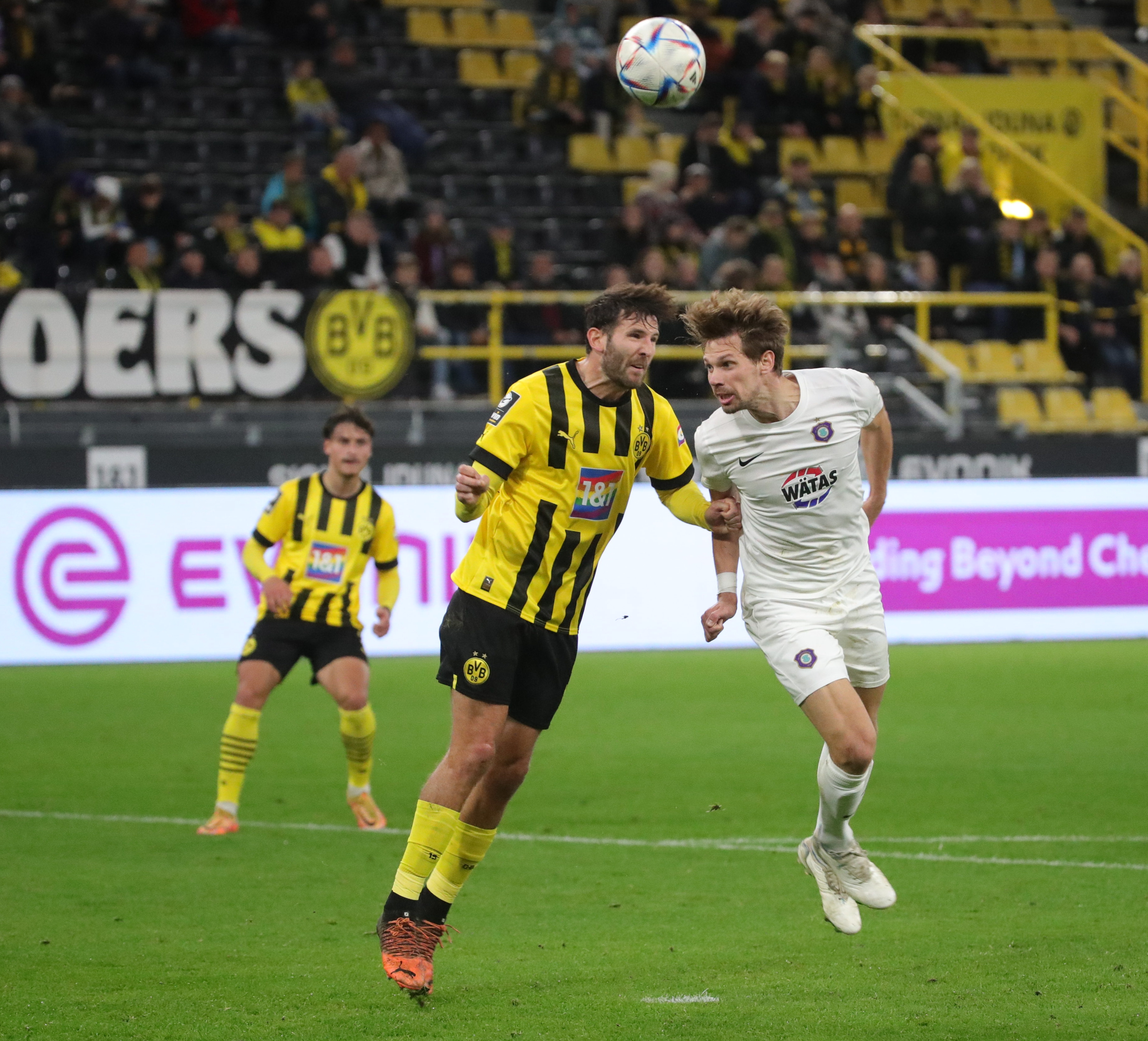
Niklas DamsNiklas Dams

Niklas nació en Düsseldorf en Alemania, se ha desempeñado principalmente en divisiones inferiores de Alemania, sus inicios se dieron en 2003 en las juveniles de Fortuna Düsseldorf sin llegar a dar el salto a una categoría más alta dentro del club, en 2005 se marchó a las juveniles de Borussia Mönchengladbach pasando por las categorías U17, U19, hasta en 2009 que ascendió a Borussia Mönchengaldbach II, haciendo su debut profesionalmente en la Regionalliga West donde jugó 102 partidos y anotaría 8 goles, en 2013 se va a Suiza con el Servette FC donde participó en 62 ocasiones hasta el 2015 y así dejar el club tras 5 años se marcharía a SV Wehen Wiesbaden donde estaría entre la 3. Liga y 2. Bundesliga teniendo 147 apariciones, en 2020 abandonará al SV Wehen para pasar a formar parte del Borussia Dortmund II que se encontraba en la Regionalliga West en aquel año.

## Estadísticas

### Clubes
Actualizado al último partido disputado el 7 de diciembre de 2021.
| Club                                   | Div.          | Temporada     | Liga     | Liga     | Copas nacionales | Copas nacionales | Torneos internacionales | Torneos internacionales | Total | Total |
| Club                                   | Div.          | Temporada     | Part.    | Goles    | Part.            | Goles            | Part.                   | Goles                   | Part. | Goles |
| -------------------------------------- | ------------- | ------------- | -------- | -------- | ---------------- | ---------------- | ----------------------- | ----------------------- | ----- | ----- |
| Borussia Mönchengladbach II · Alemania | 4.ª           | 2009-10       | 75       | 5        | 0                | 0                | —                       | —                       | 75    | 5     |
| Borussia Mönchengladbach II · Alemania | 4.ª           | 2010-11       | 27       | 3        | 0                | 0                | —                       | —                       | 27    | 3     |
| Borussia Mönchengladbach II · Alemania | Total club    | Total club    | 102      | 8        | 0                | 0                | 0                       | 0                       | 102   | 8     |
| Borussia Mönchengladbach · Alemania    | 1.ª           | 2011-13       | 0        | 0        | 0                | 0                | 0                       | 0                       | 0     | 0     |
| Borussia Mönchengladbach · Alemania    | Total club    | Total club    | 0        | 0        | 0                | 0                | 0                       | 0                       | 0     | 0     |
| Servette FC Suiza                      | 1.ª           | 2013-15       | 58       | 0        | 4                | 1                | —                       | —                       | 64    | 1     |
| Servette FC Suiza                      | Total club    | Total club    | 58       | 0        | 4                | 1                | 0                       | 0                       | 64    | 1     |
| SV Wehen Wierbaden · Alemania          | 3.ª           | 2015-19       | 107      | 5        | 13               | 2                | —                       | —                       | 120   | 7     |
| SV Wehen Wierbaden · Alemania          | 2.ª           | 2019-20       | 27       | 1        | 0                | 0                | —                       | —                       | 27    | 1     |
| SV Wehen Wierbaden · Alemania          | Total club    | Total club    | 134      | 6        | 13               | 2                | 0                       | 0                       | 147   | 8     |
| Borussia Dortmund II · Alemania        | 4.ª           | 2020-21       | 40       | 3        | 0                | 0                | —                       | —                       | 40    | 3     |
| Borussia Dortmund II · Alemania        | 3.ª           | 2021-22       | En curso | En curso | 0                | 0                | —                       | —                       | 0     | 0     |
| Borussia Dortmund II · Alemania        | Total club    | Total club    | 40       | 3        | 0                | 0                | 0                       | 0                       | 40    | 3     |
| Total carrera                          | Total carrera | Total carrera | 334      | 18       | 17               | 3                | 0                       | 0                       | 353   | 20    |

## Palmarés

### Títulos nacionales
| Título            | Club                 | País     | Año  |
| ----------------- | -------------------- | -------- | ---- |
| Regionalliga West | Borussia Dortmund II | Alemania | 2021 |